# Rivière Chébistuane
La rivière Chébistuane est un affluent de la rivière Barlow dans la municipalité d'Eeyou Istchee Baie-James, en Jamésie, dans la région administrative du Nord-du-Québec, dans la province de Québec, au Canada.
Le cours de la rivière traverse successivement les cantons de Richardson et de Blaiklock. Cette rivière est aussi située dans la Réserve faunique des Lacs-Albanel-Mistassini-et-Waconichi.
Le bassin versant de la rivière Chébistuane est accessible par une route forestière venant de Chibougamau, remontant vers le nord et coupant la rivière.

## Géographie
Les principaux bassins versants voisins de la rivière Chébistuane sont :
- côté nord : rivière Barlow, rivière Mistago, rivière Blaiklock, lac Mistassini ;
- côté est : lac Waconichi, rivière Natevier, rivière France, lac Mistassini, lac Chibougamau ;
- côté sud : rivière Natevier, lac Waconichi, passage McKenzie, rivière Chibougamau, lac Chibougamau ;
- côté ouest : lac Chevrillon, lac du Sauvage, rivière Chibougamau, rivière Barlow.

La rivière Chébistuane prend sa source d'un petit lac non identifié à une altitude de 401 m). Cette source est située au sud-est de la confluence de la rivière Chébistuane avec la rivière Barlow au nord-est du centre-ville de Chibougamau ;
À partir de sa source, la rivière Chébistuane coule sur environ 33 km selon les segments suivants :
- vers le sud-ouest traversant une zone de marais jusqu'à un ruisseau venant du sud ;
- vers l'ouest en passant du côté nord d'une montagne dont le sommet atteint 513 m jusqu'à la limite est du canton de Blaiklock ;
- vers le sud-ouest en formant une courbe vers le nord jusqu'au pont d'une route forestière ;
- vers le nord-ouest en formant de nombreux petits serpentins en zones de marais, jusqu'à un ruisseau venant de l'Est ;
- vers le nord-ouest en serpentant en zone de marais, jusqu'à son embouchure[2].

La rivière Chébistuane se déverse dans un coude de rivière sur la rive nord de la rivière Chibougamau dans une zone de marais en amont du lac Chevrillon. De là, le courant descend vers le sud-ouest en empruntant la rivière Chibougamau. À partir de l'embouchure de cette dernière, le courant coule généralement vers le sud-ouest par la rivière Waswanipi, jusqu'à la rive est du lac au Goéland. Ce dernier est traversé vers le nord-ouest par la rivière Waswanipi qui est un affluent du lac Matagami.
L'embouchure de la rivière Chébistuane située à l'Ouest d'une baie au sud-ouest du lac Waconichi et au nord du centre-ville de Chibougamau.

## Toponymie
Le toponyme « rivière Chébistuane » a été officialisé le 5 décembre 1968 à la Commission de toponymie du Québec, soit à la création de cette commission